# Pivot (basketbal)
Pivot (také podkošový hráč, pivotman nebo centr) je basketbalový výraz pro postavení hráče.

## Charakteristika pozice
Pivot hraje v útoku obvykle v blízkosti koše. Střílí z malé nebo střední vzdálenosti od koše, jeho důležitým úkolem je získávání míče odraženého po nepřesné střele – tzv. doskok. V obraně jsou pivoti cenní hlavně svojí schopností blokovat střely a doskakováním.
Pro pozici pivota jsou obvykle vybíráni nejvyšší hráči v mužstvu – dalo by se říci, že čím vyšší, tím lepší. Typickým příkladem klasického pivota tohoto typu byl se svými 218 centimetry a velmi dobrou pohyblivostí vzhledem k velké výšce Kareem Abdul-Jabbar.
Druhou možností jsou byť i menší hráči s velkou silou, schopní „přetlačit“ tělem soupeře a vytvořit si prostor při doskakování – klasickým příkladem tohoto typu pivota byl Moses Malone, případně by se sem dal zařadit i silový křídelník Charles Barkley.
V pětičlenné basketbalové sestavě je obvykle jeden pivot, v některých herních variantách dva. Pivot schopný rychlého pohybu a střelby z větší vzdálenosti může do jisté míry kombinovat při hře funkci pivota a křídla.

## Americké členění basketbalových pozic
Americké členění hráčských pozic se od evropského (rozehrávač – dvě křídla – dva pivoti) do jisté míry liší. Českému pojmu „pivot“ odpovídá nejlépe termín center, částečně ale i power forward (pivot s větší pohyblivostí, typově bližší křídlu). V americkém členění se pozice také číslují. Center se označuje jako hráč číslo pět, power forward jako pozice číslo čtyři.